# Summer Grand Prix di salto con gli sci 2018
Il Summer Grand Prix di salto con gli sci 2018 è stata la venticinquesima edizione della manifestazione organizzata dalla Federazione Internazionale Sci, la settima a prevedere un circuito di gare femminili.
La stagione maschile è iniziata il 22 luglio 2018 a Wisła, in Polonia, e si è conclusa il 3 ottobre 2018 a Klingenthal, in Germania. Sono state disputate 9 delle 11 gare individuali in programma e 1 a squadre, in 9 differenti località: 8 su trampolino lungo e 4 sul trampolino normale. Il russo Evgenij Klimov ha vinto il trofeo finale, mentre il polacco Dawid Kubacki era il detentore uscente della Coppa generale.
La stagione femminile è iniziata il 28 luglio 2018 a Hinterzarten, in Germania, e è conclusa il 3 ottobre 2018 a Klingenthal, in Germania. Sono state disputate 5 delle 6 gare individuali in programma, in 5 differenti località: 3 su trampolino normale e 3 su trampolino lungo. La giapponese Sara Takanashi, detentrice uscente della Coppa generale, si è riconfermata vincitrice del trofeo finale.
Per la prima volta è stata inserita in calendario una gara a squadre mista, su trampolino lungo.

## Uomini

### Risultati
| Data              | Località     | Nazione  | Trampolino                   | Spec. | Primo                                                   | Secondo                                                              | Terzo                                                                               |
| ----------------- | ------------ | -------- | ---------------------------- | ----- | ------------------------------------------------------- | -------------------------------------------------------------------- | ----------------------------------------------------------------------------------- |
| 21 luglio 2018    | Wisła        | Polonia  | Malinka HS134                | TL LH | Polonia Maciej Kot Dawid Kubacki Kamil Stoch Piotr Żyła | Germania Karl Geiger Stephan Leyhe Andreas Wellinger Richard Freitag | Norvegia Halvor Egner Granerud Marius Lindvik Johann André Forfang Robert Johansson |
| 22 luglio 2018    | Wisła        | Polonia  | Malinka HS134                | LH    | Kamil Stoch                                             | Piotr Żyła                                                           | Halvor Egner Granerud                                                               |
| 28 luglio 2018    | Hinterzarten | Germania | Rothaus-Schanze HS108        | NH    | Kamil Stoch                                             | Karl Geiger                                                          | Killian Peier                                                                       |
| 4 agosto 2018     | Einsiedeln   | Svizzera | Andreas Küttel Schanze HS117 | LH    | Kamil Stoch Piotr Żyła                                  |                                                                      | Evgenij Klimov                                                                      |
| 11 agosto 2018    | Courchevel   | Francia  | Tremplin du Praz HS135       | LH    | Evgenij Klimov                                          | Daniel Huber                                                         | Roman Koudelka                                                                      |
| 24 agosto 2018    | Hakuba       | Giappone | Hakuba HS131                 | LH    | Ryōyū Kobayashi                                         | Evgenij Klimov                                                       | Daiki Itō                                                                           |
| 25 agosto 2018    | Hakuba       | Giappone | Hakuba HS131                 | LH    | Ryōyū Kobayashi                                         | Evgenij Klimov                                                       | Daniel Huber                                                                        |
| 9 settembre 2018  | Čajkovskij   | Russia   | Snežinka HS140               | LH    | annullata                                               | annullata                                                            | annullata                                                                           |
| 22 settembre 2018 | Râșnov       | Romania  | Valea Cărbunării HS97        | NH    | Karl Geiger                                             | Piotr Żyła                                                           | Evgenij Klimov                                                                      |
| 23 settembre 2018 | Râșnov       | Romania  | Valea Cărbunării HS97        | NH    | Karl Geiger                                             | Evgenij Klimov                                                       | Dawid Kubacki                                                                       |
| 30 settembre 2018 | Hinzenbach   | Austria  | Aigner HS94                  | NH    | Daniel Huber                                            | Killian Peier                                                        | Karl Geiger                                                                         |
| 3 ottobre 2018    | Klingenthal  | Germania | Vogtland Arena HS140         | LH    | annullata                                               | annullata                                                            | annullata                                                                           |

Legenda:

LH = trampolino lungo

NH = trampolino normale

TL = gara a squadre

### Classifiche

#### Generale
| Pos. | Nome            | Nazione   | Punti |
| ---- | --------------- | --------- | ----- |
| 1    | Evgenij Klimov  | Russia    | 555   |
| 2    | Karl Geiger     | Germania  | 416   |
| 3    | Piotr Żyła      | Polonia   | 382   |
| 4    | Kamil Stoch     | Polonia   | 376   |
| 5    | Daniel Huber    | Austria   | 305   |
| 6    | Killian Peier   | Svizzera  | 299   |
| 7    | Ryōyū Kobayashi | Giappone  | 294   |
| 8    | Dawid Kubacki   | Polonia   | 257   |
| 9    | Stefan Hula     | Polonia   | 197   |
| 10   | Roman Koudelka  | Rep. Ceca | 168   |

#### Nazioni
| Pos. | Nazione     | Punti |
| ---- | ----------- | ----- |
| 1    | Polonia     | 1925  |
| 2    | Giappone    | 1348  |
| 3    | Germania    | 1234  |
| 4    | Austria     | 1063  |
| 5    | Russia      | 883   |
| 6    | Slovenia    | 796   |
| 7    | Norvegia    | 743   |
| 8    | Svizzera    | 495   |
| 9    | Rep. Ceca   | 327   |
| 10   | Stati Uniti | 108   |

## Donne

### Risultati
| Data             | Località               | Nazione   | Trampolino             | Spec. | Primo          | Secondo      | Terzo             |
| ---------------- | ---------------------- | --------- | ---------------------- | ----- | -------------- | ------------ | ----------------- |
| 28 luglio 2018   | Hinterzarten           | Germania  | Rothaus-Schanze HS108  | NH    | Sara Takanashi | Yūki Itō     | Ramona Straub     |
| 10 agosto 2018   | Courchevel             | Francia   | Tremplin du Praz HS135 | LH    | Sara Takanashi | Ema Klinec   | Yūki Itō          |
| 17 agosto 2018   | Frenštát pod Radhoštěm | Rep. Ceca | Areal Horečky HS106    | NH    | Sara Takanashi | Maren Lundby | Katharina Althaus |
| 18 agosto 2018   | Frenštát pod Radhoštěm | Rep. Ceca | Areal Horečky HS106    | NH    | Sara Takanashi | Yūki Itō     | Maren Lundby      |
| 9 settembre 2018 | Čajkovskij             | Russia    | Snežinka HS140         | LH    | Ema Klinec     | Maren Lundby | Sara Takanashi    |
| 3 ottobre 2018   | Klingenthal            | Germania  | Vogtland Arena HS140   | LH    | annullata      | annullata    | annullata         |

Legenda:

LH = trampolino lungo

NH = trampolino normale

### Classifiche

#### Generale
| Pos. | Nome                       | Nazione  | Punti |
| ---- | -------------------------- | -------- | ----- |
| 1    | Sara Takanashi             | Giappone | 460   |
| 2    | Ema Klinec                 | Slovenia | 265   |
| 3    | Maren Lundby               | Norvegia | 260   |
| 4    | Yūki Itō                   | Giappone | 252   |
| 5    | Juliane Seyfarth           | Germania | 203   |
| 6    | Katharina Althaus          | Germania | 200   |
| 7    | Chiara Hölzl               | Austria  | 148   |
| 8    | Jacqueline Seifriedsberger | Austria  | 140   |
| 9    | Anna Odine Strøm           | Norvegia | 139   |
| 10   | Ramona Straub              | Germania | 130   |

#### Nazioni
| Pos. | Nazione     | Punti |
| ---- | ----------- | ----- |
| 1    | Giappone    | 1133  |
| 2    | Slovenia    | 814   |
| 3    | Germania    | 744   |
| 4    | Norvegia    | 551   |
| 5    | Russia      | 483   |
| 6    | Austria     | 436   |
| 7    | Francia     | 79    |
| 8    | Stati Uniti | 55    |
| 9    | Kazakistan  | 48    |
| 9    | Romania     | 48    |

## Misto

### Risultati
| Data             | Località   | Nazione | Trampolino     | Spec. | Primo                                                                  | Secondo                                                      | Terzo                                                                     |
| ---------------- | ---------- | ------- | -------------- | ----- | ---------------------------------------------------------------------- | ------------------------------------------------------------ | ------------------------------------------------------------------------- |
| 8 settembre 2018 | Čajkovskij | Russia  | Snežinka HS140 | TL LH | Giappone Nozomi Maruyama Yukiya Satō Sara Takanashi Junshirō Kobayashi | Slovenia Jerneja Brecl Jurij Tepeš Ema Klinec Robert Kranjec | Norvegia Anna Odine Strøm Robin Pedersen Maren Lundby Fredrik Bjerkeengen |

Legenda:

LH = trampolino lungo

TL = gara a squadre